# Сон Сон Іль
Сон Сон Іль (кор. 송성일; нар. 8 серпня 1969, Квачхон, Кьонгі — 29 січня 1995, Сеул) — південнокорейський борець греко-римського стилю, дворазовий чемпіон Азії, чемпіон Азійських ігор, срібний призер Кубку світу, учасник Олімпійських ігор.

## Життєпис
Боротьбою почав займатися з 1986 року.
У квітні 1992 року вперше здобув титул чемпіона Азії. У липні того ж року Сон Сон Іль, якому ще не виповнилося 23 років дебютував на Олімпійських іграх в Барселоні, увійшовши до вісімки наайкращих у ваговій категорії до 100 кг. Наступного року став дворазовим чемпіоном Азії та срібним призером Кубку світу. У жовтні 1994 року переміг на Азійських іграх, а вже через три місяці 25-річний спортсмен помер в медичному центрі Samsung в Сеулі від раку шлунка, де йому зробили операцію, але результат вивявився невдалим.

## Спортивні результати на міжнародних змаганнях

### Виступи на Олімпіадах
| Змагання                    | Збірна         | Вагова категорія                  | Місце |
| --------------------------- | -------------- | --------------------------------- | ----- |
| Літні Олімпійські ігри 1992 | Південна Корея | греко-римська боротьба, до 100 кг | 8     |

### Виступи на Чемпіонатах світу
| Змагання                        | Збірна         | Вагова категорія                  | Місце |
| ------------------------------- | -------------- | --------------------------------- | ----- |
| Чемпіонат світу з боротьби 1991 | Південна Корея | греко-римська боротьба, до 100 кг | 13    |
| Чемпіонат світу з боротьби 1993 | Південна Корея | греко-римська боротьба, до 100 кг | 4     |

### Виступи на Чемпіонатах Азії
| Змагання                       | Збірна         | Вагова категорія                  | Місце  |
| ------------------------------ | -------------- | --------------------------------- | ------ |
| Чемпіонат Азії з боротьби 1992 | Південна Корея | греко-римська боротьба, до 100 кг | Золото |
| Чемпіонат Азії з боротьби 1993 | Південна Корея | греко-римська боротьба, до 100 кг | Золото |

### Виступи на Азійських іграх
| Змагання           | Збірна         | Вагова категорія                  | Місце  |
| ------------------ | -------------- | --------------------------------- | ------ |
| Азійські ігри 1994 | Південна Корея | греко-римська боротьба, до 100 кг | Золото |

### Виступи на Кубках світу
| Змагання                    | Збірна         | Вагова категорія                  | Місце  |
| --------------------------- | -------------- | --------------------------------- | ------ |
| Кубок світу з боротьби 1993 | Південна Корея | греко-римська боротьба, до 100 кг | Срібло |

### Виступи на змаганнях молодших вікових груп
| Змагання                                     | Збірна         | Вагова категорія          | Місце |
| -------------------------------------------- | -------------- | ------------------------- | ----- |
| Чемпіонат світу з боротьби серед молоді 1989 | Південна Корея | вільна боротьба, до 90 кг | 6     |